# Zazalı
Zazalı è un comune dell'Azerbaigian situato nel distretto di Samux. Conta una popolazione di 579 abitanti.